# Akaishi-dake
Der Akaishi-dake (japanisch 赤石岳) ist ein Berg im Akaishi-Gebirge und mit einer Höhe von 3120 m der siebthöchste Berg Japans. Er liegt innerhalb des 1964 ausgewiesenen Minami-Alpen-Nationalparks in den Präfekturen Nagano und Shizuoka.
Der Akaishi-dake wird in dem bekannten Buch 100 berühmte japanische Berge (日本百名山 Nihon-Hyakumeizan) aufgelistet.

## Name
Makio Akiyama, ein japanischer Astronom, benannte einen am 5. Februar 1999 entdeckten Asteroiden "Akaishidake" ((53157) Akaishidake) nach dem Berg.

## Geografie
| Bild                                                       | Name                      | Höhe (m) | ab Akaishi-dake Richtung und Distanz | Anmerkungen                                                           |
| ---------------------------------------------------------- | ------------------------- | -------- | ------------------------------------ | --------------------------------------------------------------------- |
| 赤石岳から望む荒川三山（右端が悪沢岳）                     | Arakawa-dake (悪沢岳)     | 3141     | 4,9 km nach Nordnordosten            | in der Liste der 100 berühmten japanischen Berge                      |
| 荒川岳から望む小赤石岳                                     | Koakaishi-dake (小赤石岳) | 3081     | 0,7 km nach Nordnordosten            |                                                                       |
| 聖岳から望む赤石岳                                         | Akaishi-dake (赤石岳)     | 3120.53  | 0                                    | in der Liste der 100 berühmten japanischen Berge                      |
| 赤石岳から望む山並み、左から兎岳、小兎岳、中盛丸山、大沢岳 | Ōsawa-dake (大沢岳)       | 2819.84  | 3,6 km nach Westsüdwesten            |                                                                       |
| 小兎岳から望む兎岳                                         | Usagi-dake (兎岳)         | 2818     | 4,9 km nach Südwesten                |                                                                       |
| 赤石岳登山道の東尾根（大倉尾根）から望む聖岳と兎岳         | Kiyotake (聖岳)           | 3013     | 4,6 km nach Südsüdwesten             | in der Liste der 100 berühmten japanischen Berge                      |
| 奥聖岳から望む笊ヶ岳と富士山                               | Zarugagatake (笊ヶ岳)     | 2629.39  | 10,1 km nach Südsüdosten             | in der Liste der 200 berühmten japanischen Berge                      |
| 赤石岳からの雲海に浮かぶ富士山と朝焼け                     | Fuji-san 富士山           | 3776.24  | 53,0 km nach Osten                   | höchster Berg Japans in der Liste der 100 berühmten japanischen Berge |

## Galerie

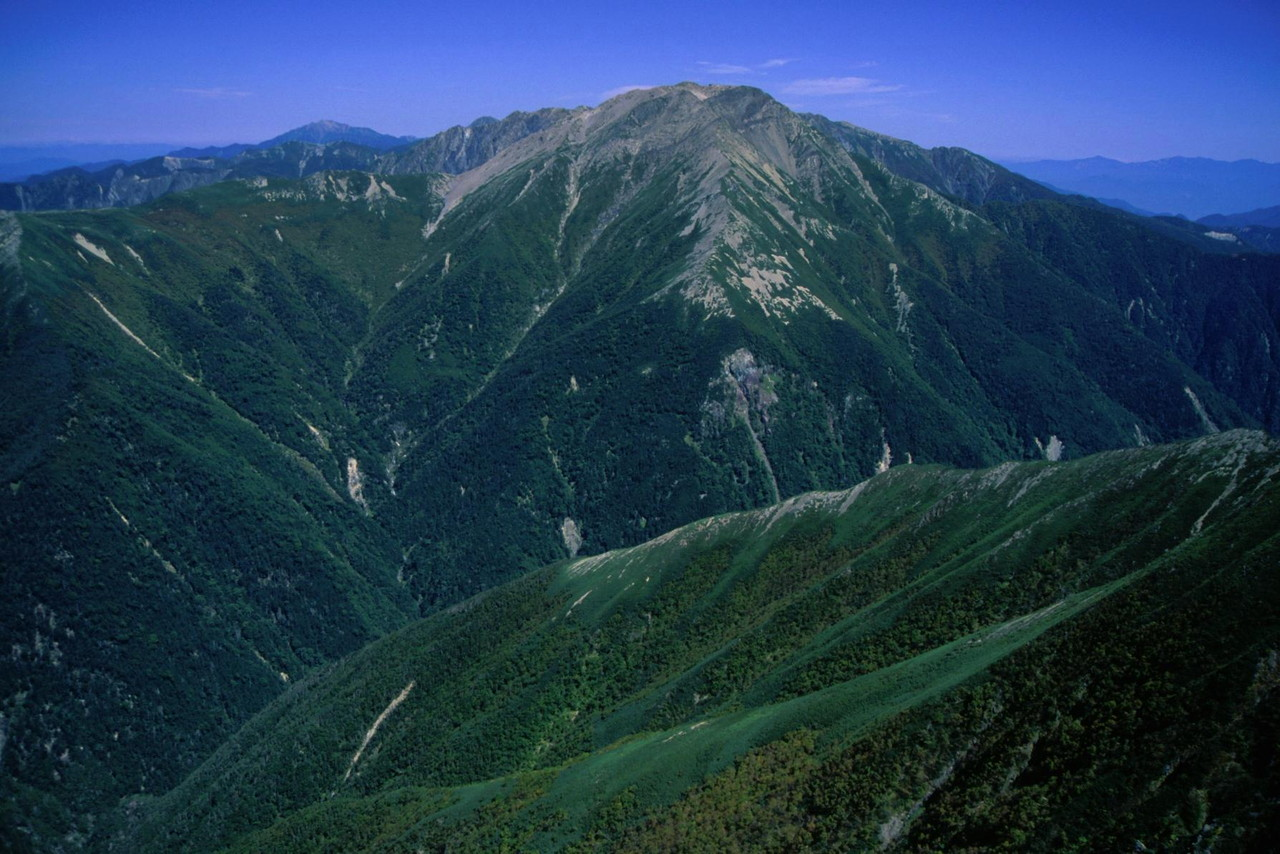
Blick auf Akaishi-dake von Hijiri-dake
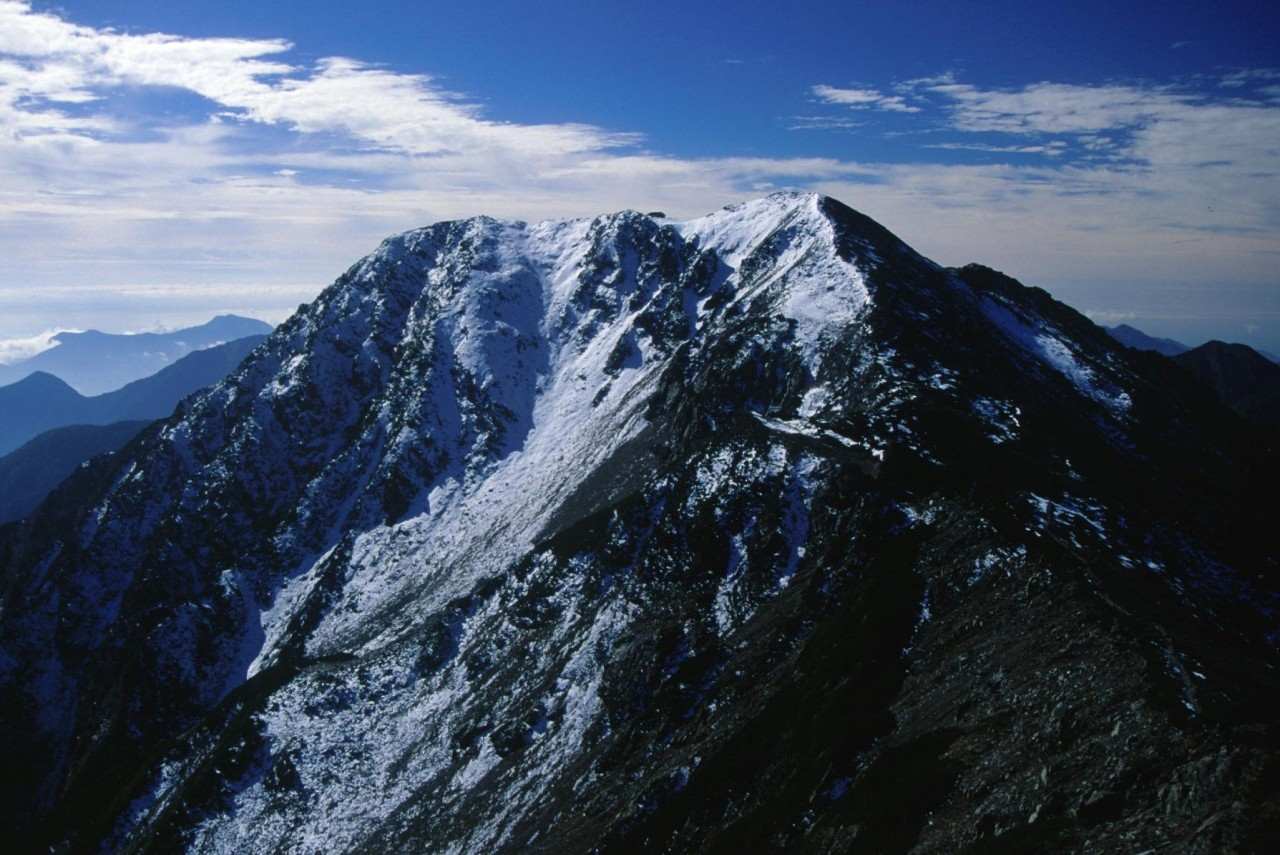
Blick auf Akaishi-dake von Ko-Akaishi-dake
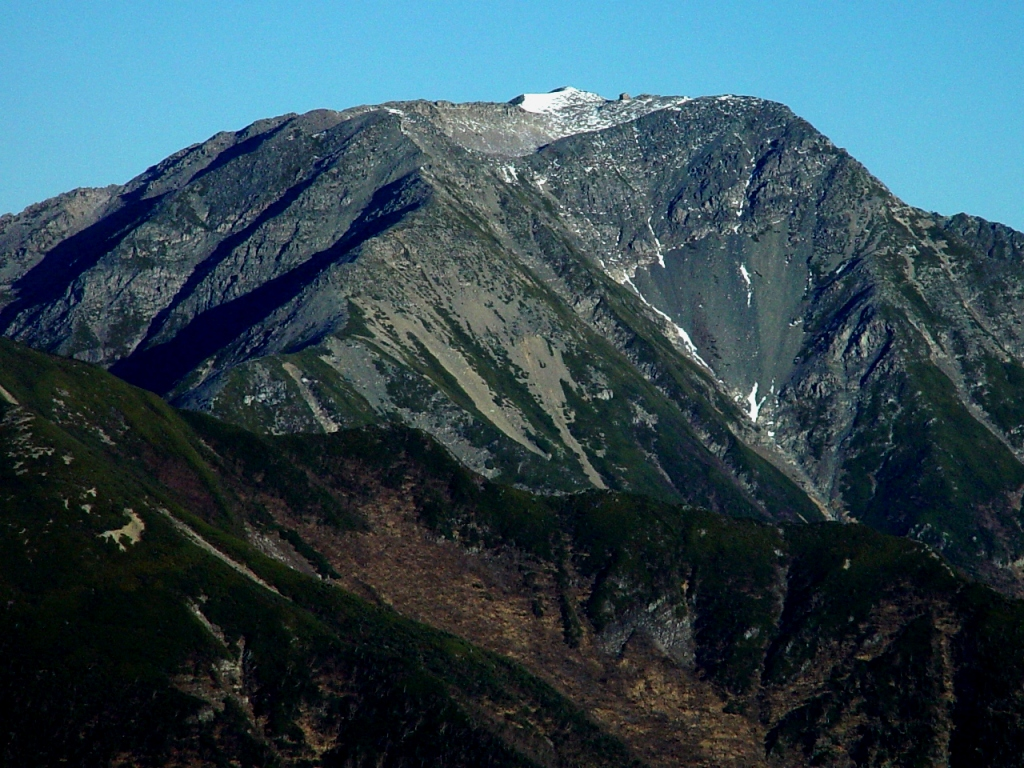
Blick auf Akaishi-dake von Kamikochi-dake Berghütte am Gipfel
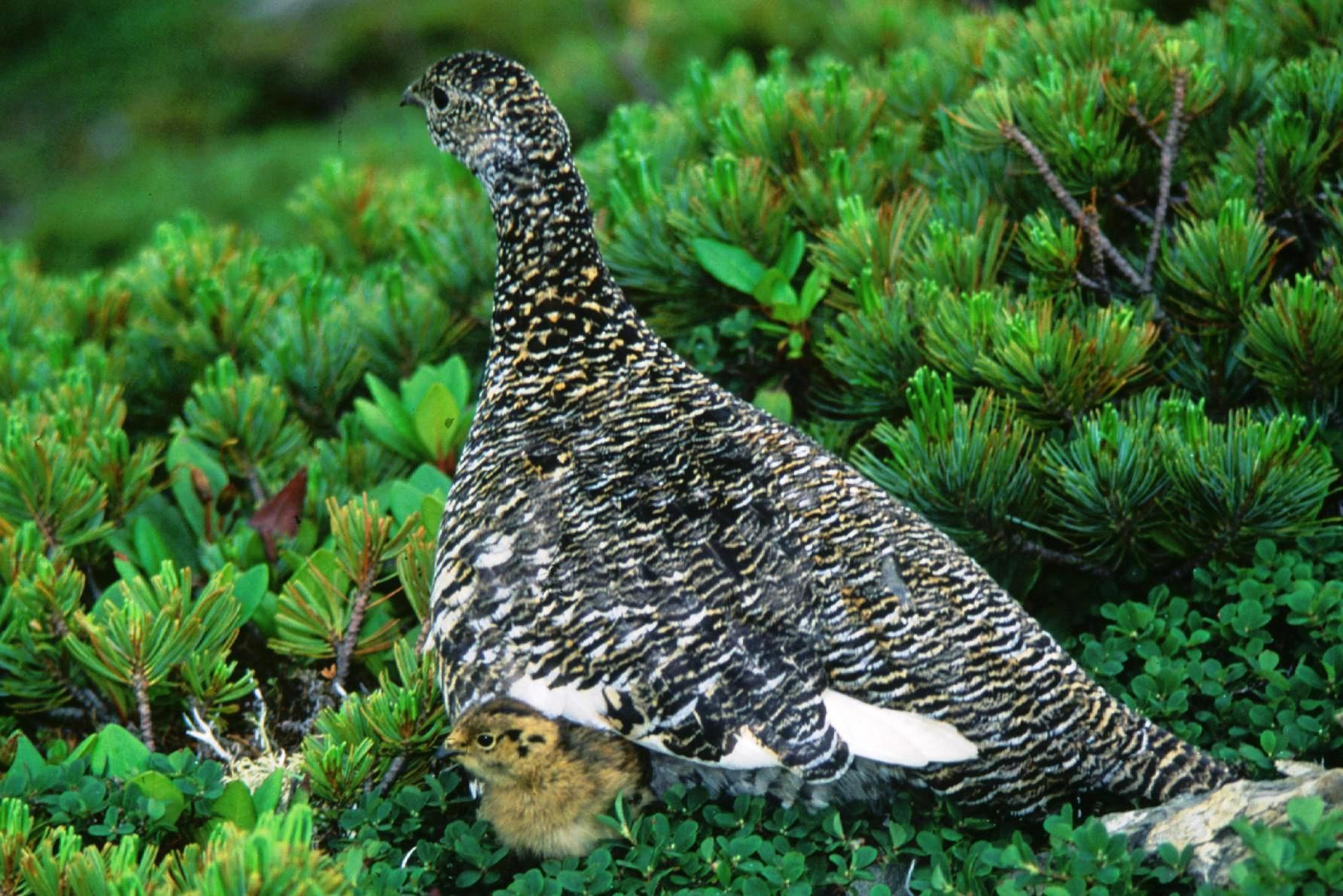
Alpenschneehuhn auf Akaishi-dake